# Miczuły
Miczuły (Duits: Mitschullen; 1938-1945: Rochau) is een plaats in het Poolse woiwodschap Ermland-Mazurië, in het district Gołdapski. De plaats maakt deel uit van de landgemeente Banie Mazurskie.